# Kluczewsko (gmina)
Pour les articles homonymes, voir Kluczewsko.

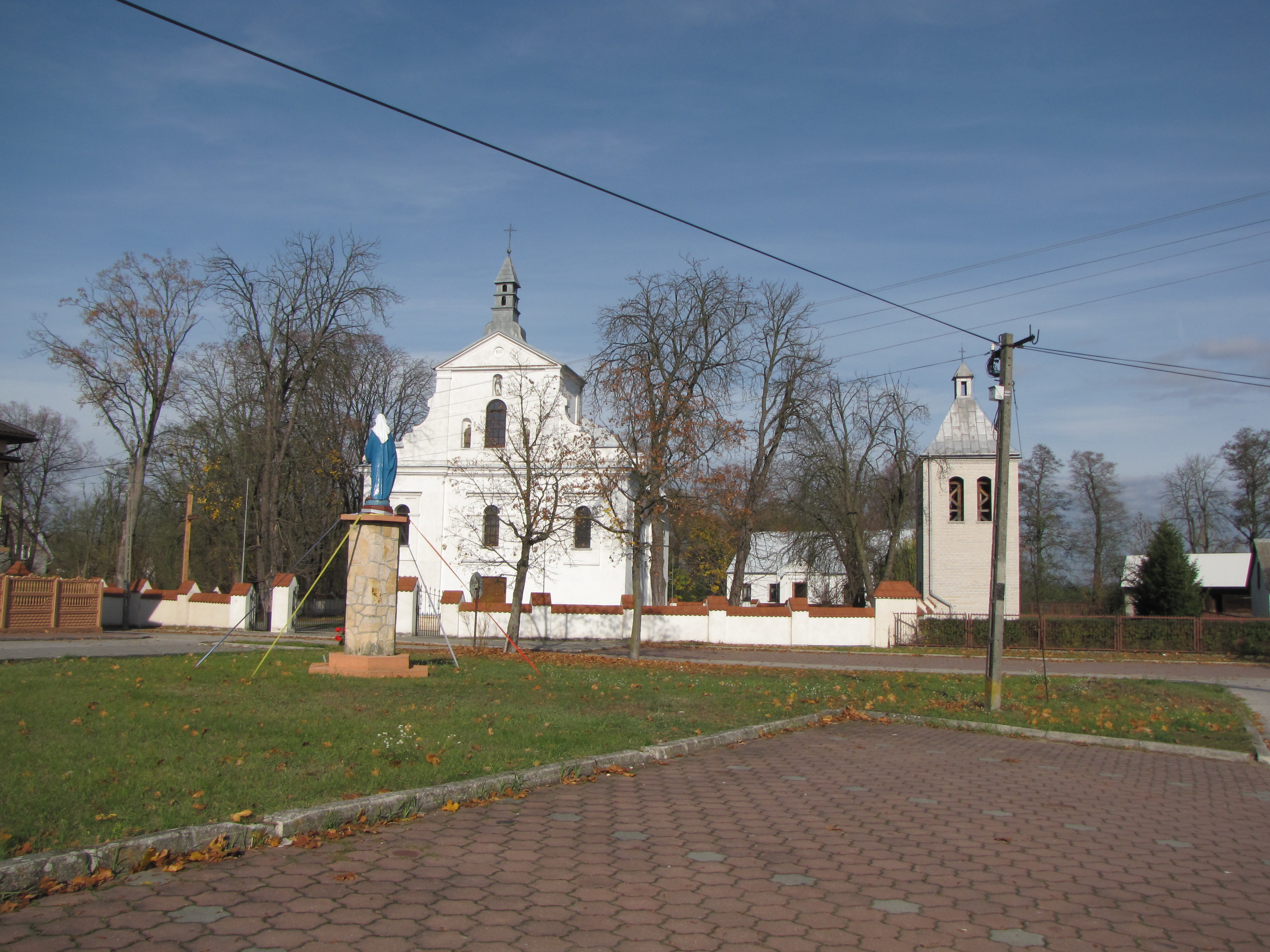
Kluczewsko, ul. Kościelna 7 - Église paroissiale catholique romaine. St. Wawrzyńca, 1797, 1888

La gmina de Kluczewsko est une commune rurale de la voïvodie de Sainte-Croix et du powiat de Włoszczowa. Elle s'étend sur 137,05 km2 et comptait 5 191 habitants en 2006. Son siège est le village de Kluczewsko qui se situe à environ 9 kilomètres au nord de Włoszczowa et à 50 kilomètres à l'ouest de Kielce.

## Villages
La gmina de Kluczewsko comprend les villages et localités de Bobrowniki, Bobrowska Wola, Boża Wola, Brzeście, Ciemiętniki, Dąbrowy, Dobromierz, Jakubowice, Januszewice, Jeżowiec, Kąparzów, Kluczewsko, Kolonia Bobrowska Wola, Kolonia Łapczyna Wola, Komorniki, Łapczyna Wola, Miedziana Góra, Mrowina, Mrowina-Kolonia, Nowiny, Pilczyca, Pilczyca-Kolonia, Praczka, Rączki, Rzewuszyce, Stanowiska, Zabrodzie, Zalesie et Zmarłe.

## Gminy voisines
La gmina de Kluczewsko est voisine des gminy de Krasocin, Przedbórz, Wielgomłyny, Włoszczowa et Żytno.